# Balboa, Cauca
Balboa là một khu tự quản thuộc tỉnh Cauca, Colombia. Thủ phủ của khu tự quản Balboa đóng tại Balboa Khu tự quản Balboa có diện tích 329 ki lô mét vuông. Đến thời điểm ngày 28 tháng 5 năm 2005, khu tự quản Balboa có dân số 17755 người.